# Der früheste Morgen
Der früheste Morgen is een gedicht van Leopold Andrian dat in 1982 werd gedrukt door Ger Kleis.

## Geschiedenis
Op 11 maart 1982 werd de typograaf Huib van Krimpen 65 jaar. Ter gelegenheid daarvan werd hem een huldeboek aangeboden. Ger Kleis drukte bij die gelegenheid een gedicht van Leopold Andrian op zijn private press Sub Signo Libelli.

### Uitgave
Het gedicht is gedrukt op een vouwblad van vier ongenummerde pagina's op A4-formaat. Op de voorpagina staat in kapitaal: "Huberto Crimpenio / Typis Crimpenianis / Donum natalicium". Daaronder staan de naam van de drukpers en het jaar van uitgave in Romeinse cijfers. De oplage bedraagt acht exemplaren. Er bestaat ook zeker een exemplaar dat is afgedrukt op een plano met alleen het gedicht.
Bij twee exemplaren is op de titelpagina Donum natalicium gebronsd.